# Thủy điện Đăk Kar
Thủy điện Đăk Kar là thủy điện xây dựng trên dòng sông Đăk Kar tại vùng giáp ranh xã Đăk Sin huyện Đăk R’lấp tỉnh Đắk Nông và xã Thọ Sơn huyện Bù Đăng tỉnh Bình Phước, Việt Nam.
Thủy điện Đăk Kar có công suất lắp máy 12 MW với 2 tổ máy, khởi công năm 2014, dự kiến hoàn thành năm 2020.

## Sông Đăk Kar
Sông Đăk Kar là phụ lưu của sông Đắk R' Keh trong hệ thống sông Đồng Nai, chảy ở huyện Đăk R’lấp tỉnh Đắk Nông và huyện Bù Đăng tỉnh Bình Phước.
Sông Đăk Kar dài 30 km, diện tích lưu vực 119 km². Sông bắt nguồn từ xã Kiến Thành 11°58′35″B 107°30′01″Đ / 11,976412°B 107,500329°Đ, chảy hướng tây nam.
Qua xã Quảng Tín sang xã Đăk Sin thì sông là ranh giới tự nhiên cho huyện Đăk R’lấp tỉnh Đắk Nông và huyện Bù Đăng tỉnh Bình Phước.
Sau đó sông đổ vào sông Đắk R' Keh 11°48′31″B 107°24′32″Đ / 11,808654°B 107,408837°Đ, và từ đó nước chảy tới sông Đồng Nai.

## Sự cố
Mùa mưa lũ tháng 08/2019 đã xảy ra mưa lớn trong vùng, nước về hồ dâng cao nhưng van xả trên công trường thủy điện bị kẹt, uy hiếp làm vỡ đập. Tuy nhiên đến 10/8/2019 mưa giảm, cùng với nỗ lực dùng các biện pháp xả nước của chủ quản, nước đã giảm và sau đó sự cố kẹt van được khắc phục.